# 藤原近主
藤原 近主（ふじわら の ちかぬし）は、平安時代初期の貴族。藤原式家、中納言・藤原吉野の三男。官位は従五位上・土佐守。

## 経歴
仁明朝の承和6年（839年）従五位下に叙爵。承和9年（842年）承和の変が発生し、父・吉野が大宰員外帥に左遷されると、春宮大進を務めていた近主も伯耆権介に左遷された。5年後の承和14年（847年）に入京を赦され、翌承和15年（848年）備中介に任官して官界に復帰した。
文徳朝でも斉衡2年（855年）常陸介、時期不明ながら土佐守を務める等地方官を務め、この間の斉衡3年（856年）に従五位上に叙せられている。

## 官歴
『六国史』による。
- 時期不詳：正六位上。蔵人[1]。春宮大進
- 承和6年（839年） 正月7日：従五位下
- 承和9年（842年） 7月26日：伯耆権介
- 承和14年（847年） 2月10日：令入京
- 承和15年（848年） 2月3日：班河内和泉田使次官。2月14日：備中介
- 斉衡2年（855年） 11月20日：常陸介
- 斉衡3年（856年） 正月7日：従五位上
- 時期不詳：土佐守[1]

## 系譜
『尊卑分脈』による。
- 父：藤原吉野
- 母：不詳
- 生母不詳の子女
  - 男子：藤原後世（または俊世）
  - 男子：藤原本行